# Houston Dynamo
Houston Dynamo – amerykański klub piłkarski z Houston, założony w 2005 roku, występujący w Major League Soccer.

## Sukcesy
- Zdobywca Pucharu MLS: 2006, 2007
- Zdobywca Pucharu US Open Cup: 2018, 2023
- Wicemistrz MLS Supporters' Shield: 2008

## Skład
Skład aktualny na 30 sierpnia 2013
| Nr | Poz. | Piłkarz          |
| -- | ---- | ---------------- |
| 1  | BR   | Tally Hall       |
| 2  | OB   | Eric Brunner     |
| 3  | NA   | Calen Carr       |
| 4  | OB   | Jermaine Taylor  |
| 5  | PO   | Warren Creavalle |
| 6  | OB   | Mike Chabala     |
| 7  | NA   | Omar Cummings    |
| 8  | OB   | Kofie Sarkodie   |
| 9  | PO   | Bryan Salazar    |
| 10 | PO   | Alexander López  |
| 11 | PO   | Brad Davis       |
| 12 | NA   | Will Bruin       |
| 13 | PO   | Ricardo Clark    |

| Nr | Poz. | Piłkarz             |
| -- | ---- | ------------------- |
| 14 | NA   | Jason Johnson       |
| 15 | NA   | Cam Weaver          |
| 16 | PO   | Adam Moffat         |
| 19 | NA   | Alex Dixon          |
| 20 | PO   | Andy Driver         |
| 21 | OB   | Anthony Arena       |
| 23 | NA   | Giles Barnes        |
| 24 | BR   | Tyler Deric         |
| 25 | NA   | Brian Ching         |
| 26 | OB   | Corey Ashe          |
| 27 | PO   | Oscar Boniek García |
| 28 | BR   | Erich Marscheider   |
| 32 | OB   | Bobby Boswell       |